# Liptovská Sielnica
Liptovská Sielnica és un poble i municipi d'Eslovàquia que es troba a la regió de Žilina, al centre-nord del país.

## Història
La primera menció escrita de la vila es remunta al 1256.

## Demografia
| Godina             | 1994 | 2004    | 2014   | 2024   |
| ------------------ | ---- | ------- | ------ | ------ |
| Nombre de persones | 440  | 609     | 607    | 589    |
| Diferència         |      | +38,40% | −0,32% | −2,96% |

| Godina             | 2023 | 2024   |
| ------------------ | ---- | ------ |
| Nombre de persones | 603  | 589    |
| Diferència         |      | −2,32% |